# 高富藩
高富藩（たかとみはん）は、美濃国山県郡高富（現在の岐阜県山県市高富）を居所として、江戸時代中期以降存在した藩。1709年、美濃岩滝藩主・本庄道章が居所を移して成立。以後本庄氏が10代約160年続いて廃藩置県を迎えた。石高は1万石で、江戸時代には定府の藩であった。
本記事では廃藩後に設置された高富県（たかとみけん）についても言及する。

## 歴史

### 前史
徳川綱吉の生母・桂昌院の親族である本庄道章は、綱吉に小姓として仕え、宝永2年（1705年）に加増を受けて1万石の大名となった。道章は美濃国各務郡岩滝（現在の岐阜県岐阜市岩滝地区）を居所として岩滝藩が立藩した。

### 藩史

#### 江戸時代
宝永6年（1709年）1月10日に綱吉は死去し、2月21日に道章も小姓の務めを辞した。同年8月、道章は居所を山県郡高富村に移し、これ以後の本庄家の藩は「高富藩」と呼称される。
藩財政は早い時期から逼迫していた。第7代藩主・本庄道利、第8代藩主・本庄道昌の時代には、それぞれ1度ずつ、5か年の倹約令を出しているが、藩財政は好転しなかった。
第9代藩主・本庄道貫は、文政2年（1819年）に家督を相続すると、藩政改革に着手。藩士には厳しい倹約を命じる一方、農民には植林を命じ、莫大な献納金徴収を図った。京都の豪商を財政顧問として招き、藩札の発行を行ったが、年貢増徴策は百姓の反対を受け、改革は頓挫する。天保9年（1838年）には江戸藩邸を焼失、藩財政にさらなる打撃を与えた。道貫は天保12年（1841年）からは西の丸若年寄となり、没するまで務めた。道貫は安政5年（1858年）にも藩政改革を図ったが、同年8月26日に道貫が死去したため、またも頓挫した。
第10代藩主・本庄道美は、幕府において大番頭や二条定番などを務めた。この頃の藩債は20万7000両余という膨大なものであり、到底返済できるものではなかった。慶応4年/明治元年（1868年）、上洛のための御備米代金を徴集しようとしたことをきっかけに、美濃国の藩領では大庄屋宅の打ちこわしが発生、陣屋役人の追放を要求するという百姓一揆が起こった。事態は陣屋役人の更迭によって鎮静化した。戊辰戦争においては、慶応4年/明治元年（1868年）4月13日、旧幕府軍（衝鋒隊）が越後から信濃国飯山城下に進攻する事態に対し（飯山藩参照）、明治政府から信濃路への出兵を命じられている。

#### 明治初年
版籍奉還を受けて、藩は明治政府の地方行政官庁となり（府藩県三治制参照）、明治2年（1869年）6月24日、本庄道美は知藩事に任命された。高富藩は江戸時代には定府であったため、陣屋の機能は租税収納の拠点であり、「居所」とされる村そのものも、大部分が藩領ではあるが旧幕府領（大政奉還後は笠松県管轄地）も所在するという相給の村であった。藩は10月10日付で民部省に対し、現状では高富村が行政中心地として手狭であることを訴え、役所や屋敷の用地に充てるべく、村内の笠松県管轄地を藩に引き渡すよう請願している。11月には大参事以下を任命し、藩の行政機構を整備した。なお、近隣の笠松県管轄地域では住民の不穏な動きもあり、明治2年（1869年）12月28日には大桑村（現在の山県市大桑）に住民が屯集する事態が発生したため、高富藩は藩兵1小隊を応援に出して事態の鎮静に協力している。
明治3年（1870年）10月2日には下野国梁田郡内の5か村を館林藩に引き渡すこと、代地については後日伝える旨、弁官からの達があった。ただし下野国には足利郡内に2か村が藩管轄下のまま残されており、藩は閏10月に2か村の上知を申し出るとともに、合わせて高富付近に代地を与えられるよう請願している。明治4年（1871年）1月には、先年の請願に応じる形で高富村内の笠松県管轄地を藩の管轄に移すよう民部省から指示され、2月に上地の代地として笠松県から山県郡内5か村が移管された。

### 高富県
明治4年（1871年）7月14日の廃藩置県にともない、高富藩は廃止されて高富県が設置された。高富村の旧藩庁がそのまま県庁となった。同月15日付で知藩事を免じられた本庄道美は、8月16日に東京へと発った。
同年11月22日の府県統合により、美濃国一円を管轄地とする岐阜県が新設され、高富県も含めた美濃国内の諸県は廃止されることとなった。高富県の事務が完全に岐阜県に引き継がれるのは、翌明治5年（1872年）3月12日であり、同日付で高富県大参事以下の官員26人が事務取扱を免じられた。

## 歴代藩主
本庄家
1万石。譜代。
1. 道章（みちあきら） 従五位下 宮内少輔
2. 道矩（みちのり） 従五位下 大和守
3. 道倫（みちとも） 従五位下 和泉守
4. 道堅（みちかた） 従五位下 大和守
5. 道信（みちのぶ） 従五位下 大和守
6. 道揚（みちあき） 従五位下 山城守
7. 道利（みちとし） 従五位下 甲斐守
8. 道昌（みちまさ） 従五位下 式部少輔
9. 道貫（みちつら） 従五位下 伊勢守
10. 道美（みちよし） 従五位下 宮内少輔

歴代藩主10人のうち、6人が幼少、もしくは病弱で嗣子がなく、たびたび縁戚関係やあるいは他姓の末期養子を迎えていた。
最後の藩主（知藩事）・道美は1876年（明治9年）に病没。四女の「くめ」が女戸主となった。1877年（明治10年）、細川行芬（旧肥後宇土藩主）の子・寿巨がくめと婚姻して入夫となり、1884年（明治17年）の華族令制定に際して子爵に叙せられた。

## 領地

### 分布と変遷

#### 幕末の領地
- 美濃国
  - 山県郡のうち - 4村
    - 高富村（960石7斗7升8合0勺1才5撮）、石原村（45石6斗4升4合0勺0才1撮）、岩井村（347石3斗7升2合9勺8才6撮）、天王町（11石4斗9升2合0勺0才0撮）

  - 各務郡のうち - 2村
    - 岩滝村（799石2斗3升6合0勺2才3撮）、芥見村（200石7斗6升4合0勺0才8撮）

  - 方県郡のうち - 7村
    - 雛倉村（505石4斗1升9合0勺0才6撮）、三田洞村（607石4斗3升2合9勺8才3撮）、西粟野村（757石9斗1升6合9勺9才2撮）、岩利村（837石7斗1升1合9勺7才5撮）、石谷村（828石7斗7升3合9勺8才7撮）	、今川村（424石6斗4升9合9勺9才4撮）、上城田寺村（672石8斗0升7合9勺8才3撮）
- 下野国
  - 梁田郡のうち - 6村（うち5村を館林藩に編入）
    - 荒萩村（297石3斗2升1合9勺9才1撮）、小曾根村（501石1斗0升8合0勺0才2撮）、小生川村（232石0斗2升0合0勺0才4撮）、県村（999石1斗7升9合0勺1才6撮）、百頭村（546石8斗5升4合9勺8才0撮）、田中村（47石9斗1升6合0勺0才0撮）

明治維新後に、山県郡5村（旧幕府領）が加わった。なお相給が存在するため、村数の増加は3村である。

### 地理

#### 高富
初代藩主・本庄道章は、高富村字石畑に高富陣屋を置いた。8代藩主・本庄道昌は文化3年（1806年）に同村の佐賀野（字天王）に陣屋を移し、同6年（1809年）に完成した。高富にある洞泉寺は、本庄家の菩提寺とされた。
江戸時代、藩主は江戸定府であったため、高富には郡代・代官が派遣された。領民はしばしば藩役人の更迭を求める運動を行っている。
廃藩置県後、高富陣屋の大半は解体され、一部が小学校（教倫館あるいは教倫義校）として利用されたが、1891年（明治24年）の濃尾地震によって倒壊し、大正期には畑となっていた。高富陣屋跡地（美里会館付近）に、陣屋跡を示す石柱が立つ。
高富村は、明治初年に岐阜警察署高富分署（山県警察署の前身）や山県郡役所・郵便取扱所（高富郵便局の前身）などが置かれ、山県郡の行政中心地として発展する。

#### 下野国
下野国には約3000石の領地があり、梁田郡荒萩村（現在の栃木県足利市瑞穂野町）に代官屋敷があった。
下野国との所領としての関わりは、初代藩主・本庄道章の祖父である本庄道芳（桂昌院の異母兄）が館林藩主時代の徳川綱吉に附属されていた寛文元年（1661年）、梁田郡に知行地を与えられたことにさかのぼる。元禄11年（1698年）、当時はまだ4000石の旗本であった道章が、上野国内にあった知行地を梁田郡・足利郡内に移された。
なお、高富藩領であった梁田郡県村（現在の足利市県町）および百頭村（足利市百頭町）は、1874年（明治7年）に合併して「高富村」を称する。1889年（明治22年）の町村制施行時に高富村は分かれ、字県が筑波村の、字百頭が御厨村の、それぞれ一部となった。 

## 文化

### 藩校
弘化年間（1844年 - 1848年）、藩主本庄道貫は江戸城西の丸下の藩邸に藩士の教育機関（藩校）を設け、「教倫学校」と名付けた。その後、嘉永（1848年 - 1855年）末年に麻布市兵衛町の上屋敷内に移転した。ただし、小規模な藩ゆえに藩士も少なく、四書五経・歴史・詩文・書を専らとする学科を事務の余暇に学ぶ程度であり、『美濃文教史要』（1920年）は藩校に関して特記すべき事柄はないと記す。
明治に入って全藩が高富に移転すると、藩校も高富に移り、農家や商家の子弟にも入学を許可した。生徒数は50名から60名程度であったという。藩校（藩立学校）としては廃藩とともに終焉を迎えたが、上述の通り陣屋跡に営まれた学校に「教倫館（教倫義校）」の名が引き継がれた。教倫義校は山県市立高富小学校の前身である。